# Zarząd Główny Zmniejszania Kar za Pracę
Zarząd Główny Zmniejszania Kar za Pracę (hiszp. Patronato Central de Redención de Penas por el Trabajo) – hiszpańska jednostka Ministerstwa Sprawiedliwości, będąca jednym z elementów polityki pojednania, prowadzonej przez generała Francisco Franco po wojnie domowej w Hiszpanii.

## Historia
Zarząd powołano w imieniu Ministerstwa Sprawiedliwości rozkazem kierownika krajowej służby więziennictwa (Servicio Nacional de Prisiones) Tomása Domíngueza Arévalo. Rozkaz datowany był na 7 października 1938 i dotyczył również innych spraw związanych z wymiarem sprawiedliwości. Patronato Central miał być organem odpowiedzialnym za proces nadzoru nad mocno skomplikowanym systemem zmniejszania kar więźniom politycznym w zamian za pracę, która w polityce pojednania służyć miała celom reedukacyjnym i stanowiła jeden z najważniejszych elementów tej polityki. Organizacja zajmowała się przyjmowaniem wniosków od więźniów gotowych przystąpić do pracy, jak również zbierała informacje o miejscach pracy, zarówno z instytucji państwowych, jak i prywatnych, gotowych do zatrudnienia więźniów. Pod koniec każdego roku kalendarzowego instytucja zobowiązana była do występowania do rządu o zmniejszenie wymiarów kar więzienia o tyle dni, ile w danym roku przepracował osadzony. Więźniowie wykazujący się szczególnie wzorową postawą mogli też liczyć na przeniesienie do zakładu karnego bliższego ich miejscu zamieszkania. Oprócz powyższego zarząd zajmował się organizowaniem bibliotek więziennych, organizował dyskusje światopoglądowe i zapewniał udział w obrzędach katolickich. Działania te miały spowodować przemianę więźniów i wyeliminowanie z ich systemu wartości tych czynników, które spowodowały ich osadzenie w więzieniach. W dalszej perspektywie celem działalności zarządu było przywrócenie równowagi społecznej w kraju po latach konfliktów i wojnie domowej. 
Pomysłodawcą takiego systemu (wraz z całą polityką pojednania) był sam generał Franco, który chciał w ten sposób połączyć starą koncepcję wykorzystywania więźniów do pracy z chrześcijańską ideą resocjalizacji przez wysiłek. Wykonywana przez więźniów praca, w myśl założeń twórcy, miała odpowiadać możliwościom fizycznym skazanych, chroniąc ich przed wyniszczeniem. Zadania zbliżone miały być do tych, które wykonywali wolni robotnicy. Franco zakładał, że praca nie ma być karą, lecz prawem i jako taka ma stanowić przywilej dla więźniów, dając im jednocześnie możliwość odpracowania win i przedterminowego zwolnienia. Była to zasadnicza różnica w stosunku do innych państw autorytarnych zbliżonego okresu (III Rzesza, ZSRR). 
Przykładowy efekt w myśl założeń był taki, że osadzony skazany na 12 lat więzienia mógł za każdy dzień pracy zmniejszyć wyrok o jeden dzień, a po odbyciu ¾ kary mógł złożyć wniosek o przedterminowe zwolnienie. Miał zatem szansę wyjść na wolność już po 4,5 roku więzienia. W toku dalszych prac wprowadzano poprawki do systemu, m.in. poszerzając listę osób mogących ubiegać się o skrócenie wyroku poprzez jego odpracowanie, czy też dotyczące osób niezdolnych do pracy.

## Wynagrodzenia
Więźniowie za pracę otrzymywali wynagrodzenie w wysokości 2 peset dziennie, z czego 1,50 peset potrącane było na ich utrzymanie (w myśl idei frankistowskich więźniowie nie powinni stanowić obciążenia dla i tak osłabionego państwa i powinni na siebie zarabiać). 50 centimos było wypłacane. Stawkę dzienną zwiększano do 4 peset, jeśli więzień był żonaty, a żona pozbawiona była środków do życia i mieszkała na terenach kontrolowanych przez siły narodowe. Dodatkowo należała się więźniowi jedna peseta na każde dziecko. Pieniądze te wypłacano bezpośrednio rodzinie skazanego. 